# 409 a.C.
Il 409 a.C. (CDIX a.C. in numeri romani) è un anno  del V secolo a.C.

## Eventi
- I cartaginesi assediano ed espugnano Selinunte ed Himera, città greca della Sicilia occidentale.
- Roma
  - Viene nominato il primo questore proveniente dai Plebei.
  - Consoli Lucio Furio Medullino e Gneo Cornelio Cosso
- Ad Atene, Sofocle rappresenta il Filottete e vince gli agoni tragici delle feste Dionisie.

## Morti
- Alcibiade di Fegunte, ateniese
- Plistoanatte, re spartano